# Mindy McCready
Malinda Gayle "Mindy" McCready, född 30 november 1975 i Fort Myers i Florida, död 17 februari 2013 i Heber Springs i  Arkansas, var en amerikansk countrymusiker. Hon gav ut fem studioalbum; debutalbumet kom 1996. 
Hon har två söner födda 2006 och 2012.
Mindy McCready medverkade 2010 i dokusåpan Celebrity Rehab.

## Diskografi
Studioalbum
- 1996 – Ten Thousand Angels
- 1997 – If I Don't Stay the Night
- 1999 – I'm Not So Tough
- 2002 – Mindy McCready
- 2010 – I'm Still Here

Samlingsalbum
- 1999 – CMT Girls' Night Out (med Sara Evans, Martina McBride och Lorrie Morgan)
- 2000 – Super Hits
- 2003 – Platinum & Gold Collection
- 2004 – All American Country
- 2008 – All for You
- 2013 – Playlist: The Very Best of Mindy McCready

Singlar
- 1996 – "Ten Thousand Angels"
- 1996 – "Guys Do It All the Time"
- 1996 – "Maybe He'll Notice Her Now" (med Richie McDonald)
- 1997 – "A Girl's Gotta Do (What a Girl's Gotta Do)"
- 1997 – "What If I Do"
- 1998 – "You'll Never Know"
- 1998 – "The Other Side of This Kiss"
- 1998 – "Oh Romeo"
- 1998 – "Let's Talk About Love"
- 1999 – "One in a Million"
- 1999 – "All I Want Is Everything"
- 2000 – "Scream"
- 2002 – "Maybe, Maybe Not"
- 2002 – "Lips Like Yours"
- 2008 – "I'm Still Here"
- 2010 – "I Want a Man"